# União de Centristas
A União de Centristas (em grego:  Ένωση Κεντρώων, EK) é um partido político da Grécia, liderado por Vassilis Leventis .
O partido foi fundado em 1992, por Vassilis Leventis, inicialmente com o nome de União de Centristas e Ecologistas, mas, o nome foi mudado poucos depois para o actual.
Ideologicamente, o partido pretende continuar com a tradição centrista política da Grécia, representada pela antiga União de Centro. 
O partido define-se como centrista , liberal  e defensor do pensamento político de Eleftherios Venizelos.
O partido nunca conseguiu obter resultados relevantes até 2015, ano em que, nas eleições de Janeiro de 2015 na Grécia, conquistou 1,8% dos votos, o seu melhor resultado de sempre.

## Resultados eleitorais

### Eleições legislativas
| Data    | Votos   | %          | +/-     | Deputados | +/-     | Status            |
| ------- | ------- | ---------- | ------- | --------- | ------- | ----------------- |
| 1993    | 15 926  | 0,2 (6.º)  |         | 0 / 300   |         | Extra-parlamentar |
| 1996    | 48 659  | 0,7 (7.º)  | 0,5     | 0 / 300   | Estável | Extra-parlamentar |
| 2000    | 23 228  | 0,3 (7.º)  | 0,4     | 0 / 300   | Estável | Extra-parlamentar |
| 2004    | 19 510  | 0,3 (7.º)  | Estável | 0 / 300   | Estável | Extra-parlamentar |
| 2007    | 20 822  | 0,3 (8.º)  | Estável | 0 / 300   | Estável | Extra-parlamentar |
| 2009    | 18 278  | 0,3 (11.º) | Estável | 0 / 300   | Estável | Extra-parlamentar |
| 05/2012 | 38 313  | 0,6 (17.º) | 0,3     | 0 / 300   | Estável | Extra-parlamentar |
| 06/2012 | 17 145  | 0,3 (14.º) | 0,3     | 0 / 300   | Estável | Extra-parlamentar |
| 01/2015 | 110 923 | 1,8 (9.º)  | 1,5     | 0 / 300   | Estável | Extra-parlamentar |
| 09/2015 | 186 457 | 3,4 (8.º)  | 1,6     | 9 / 300   | 9       | Oposição          |